# E-UAE
E-UAE – emulator komputera Amiga bazujący na emulatorze WinUAE. Zadaniem projektu jest dostarczenie wielu dobrych funkcji dostępnych w WinUAE dla posiadaczy innych systemów operacyjnych niż Windows. Obecnie działa na Linux, Mac OS X, BeOS, Zeta, AmigaOS, MorphOS oraz na innych systemach Unixowych. E-UAE dostępny jest na licencji GNU GPL. Aby używać tego emulatora potrzebny jest Amiga Kickstart ROM. 

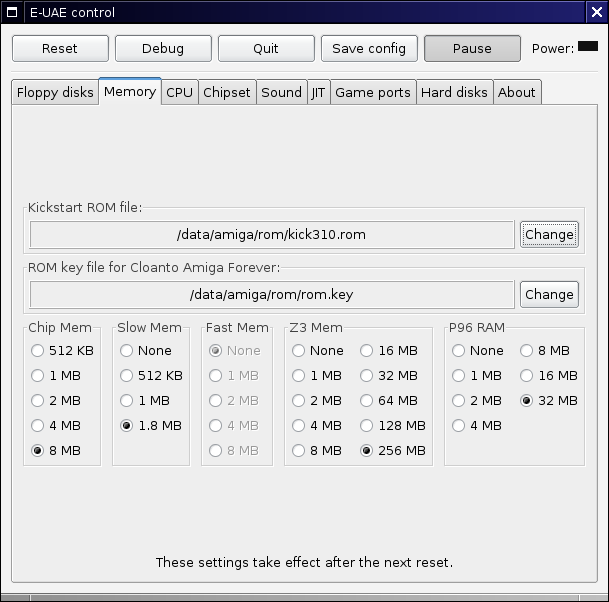
E-UAE w dystrybucji Linuksa Debian.